# Caylus

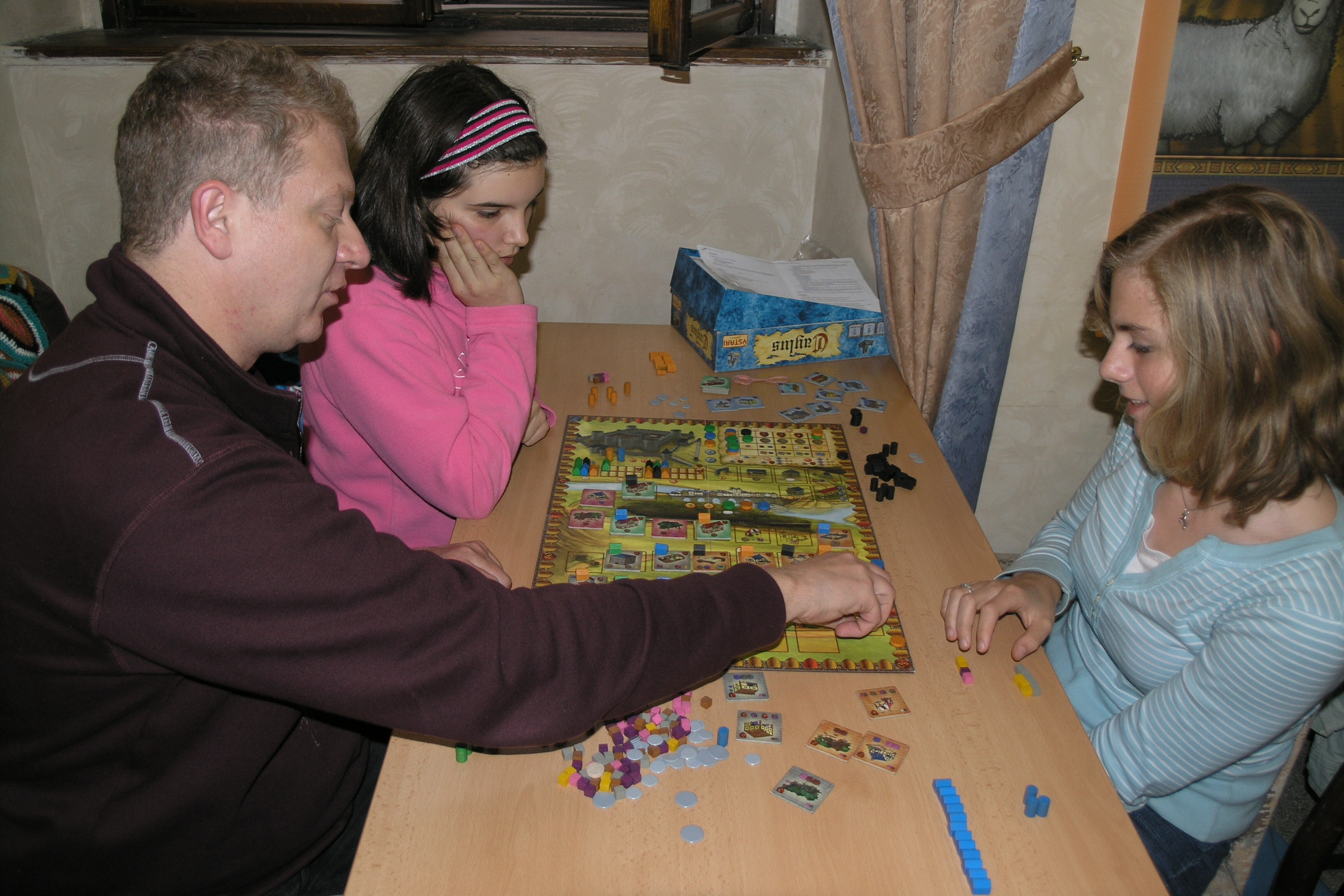
Caylus

Caylus là một trò chơi chiến thuật trên bàn của Đức do William Attia thiết kế và Ystari xuất bản năm 2005 tại Phápháp và Anh, Rio Grande Games xuất bản tại Bắc Mỹ. Caylus pha trộn các thể loại xây dựng, sản xuất, lên kế hoạch và thỏa thuận mua bán, nhưng không có đối kháng trực tiếp hay đổ xúc xắc.
Phiên bản dùng bìa giấy, Caylus Magna Carta, đã được phát hành năm 2007, cùng với một phiên bản premium giới hạn của trò chơi này, nhưng các hình vẽ và các đồng xu mô phỏng thời Trung cổ đã được vẽ lại. Phiên bản chạy trên iOS được phát hành năm 2012.

## Cách chơi
Mục đích của trò chơi Caylus là đạt điểm cao nhất thông qua việc xây dựng các ngôi nhà và nâng cấp tòa lâu đài Caylus của Pháp thời Trung cổ.
Caylus không có tính ngẫu nhiên như các trò chơi trên bàn khác. Tính đa dạng trong trò chơi này nằm ở vị trí của sáu ngôi nhà trung lập đầu tiên và lượt đi của người chơi (được quyết định ngẫu nhiên ở đầu ván).
Các thành phần chính của trò chơi này bao gồm:

### Tài nguyên
- Có 5 kiểu tài nguyên: thực phẩm (màu hồng), gỗ (nâu), vải (tím), đá (vàng). Các tài nguyên trên được dùng để xây dựng các công trình và nâng cấp lâu đài.
- Công nhân: Mỗi người chơi có sáu công nhân để đưa vào làm việc trong các công trình để thu về tài nguyên, xây dựng công trình mới v.v...
- Bailiff: Bailiff di chuyển 1 hay 2 ô từ vị trí đầu tiên của nó vào mỗi lượt chơi. Tốc độ di chuyển của nó có thể bị người chơi thay đổi thông qua provost. Khi bailiff tới một vị trí xác định trước, nó làm kết thúc một giai đoạn xây dựng của lâu đài Caylus. Khi bailiff tới vị trí xác định thứ 3 thì trò chơi kết thúc.
- Provost: Provost với vị trí của nó chỉ ra những công nhân nào được phép làm việc trong bất kỳ lượt nào. Vị trí của provost có thể bị người chơi thay đổi bằng cách trả tiền hoặc với một số vị trí đặc biệt trên bàn cờ. Thêm nữa, nếu tại cuối lượt chơi mà provost kết thúc cùng hoặc sau vị trí của bailiff, thì bailiff sẽ chỉ di chuyển lên trước 1 vị trí. Nếu provost vượt lên trước bailiff, bailiff sẽ di chuyển lên trước 2 ô và do vậy làm trò chơi kết thúc nhanh hơn.
- Tiền: Tiền dùng trong Caylus là đồng denier. Denier dùng để trả lương công nhân, thay đổi vị trí của provost để cho phép công nhân làm việc hoặc ngăn trở công nhân của đối thủ làm việc, dùng jousting field để nhận ưu đãi của nhà vua, và xây một số công trình nhất định.
- Các công trình trung lập: Sáu công trình trung lập được đặt ngẫu nhiên lúc bắt đầu trò chơi, cùng với thứ tự người chơi ban đầu thì đây là sự ngẫn nhiên duy nhất của Caylus.
- Các công trình của người chơi: Bằng cách đặt công nhân vào một công trình, người chơi có thể xây dựng một công trình mới; mỗi công trình có giá cố định từ 2 tới 8 khối tài nguyên. Một khi xây xong, mọi người chơi đều có thể sử dụng công trình đó, nhưng người xây công trình đó sẽ được thưởng mỗi khi đối thủ sử dụng công trình của mình.
- Xây dựng lâu đài: Bằng cách đặt công nhân vào lâu đài, một người chơi có thể gửi một nhóm gồm 3 tài nguyên khác nhau (một trong số chúng phải là thực phẩm) để giúp xây dựng lâu đài Caylú và nhận điểm thưởng danh giá và ưu đãi của nhà vua.
- Ưu đãi của nhà vua; Những người chơi xây lâu đài, hay dùng jousting field, hoặc xây dựng một số công trình nhất định sẽ được hưởng ưu đãi của nhà vua. Trong câu chuyện, ưu đãi này sẽ do nhà vua King Philip the Fair trao tặng. Ưu đãi này có thể ở dạng điểm thưởng, tiền, tài nguyên, hoặc truy cập không bị cản đến các công trình được xây dựng. Những ưu đãi này thường xuyên là yếu tố quyết định thắng bại của trò chơi này nếu sử dụng khôn khéo.

### Lượt chơi
Một lượt chơi trong Caylus bao gồm 8 giai đoạn:
1. Thu nhập. Mỗi người chơi nhận 2 denier, cộng thêm các thu nhập cho Nhà dân cư người đó sở hữu, hoặc điểm thưởng cho công trình đặc biệt.
2. Đặt chỗ cho công nhân. Theo thứ tự lượt đi, người chơi tuần tự đặt các công nhân của mình vào các vị trí còn trống (có một số ngoại lệ). Mỗi lần đặt công nhân tốn 1 denier. Người chơi có thể bỏ qua lượt nếu họ muốn hay khi họ đã hết tiền trả. Mỗi khi người chơi bỏ lượt thì giá của việc đặt chỗ tăng lên 1 cho những người chơi còn lại.
3. Khởi động tính năng của các công trình đặc biệt. Các công trình đặc biệt (5 công trình sau lâu đài, nhưng trước cầu) được khởi động, và các tính năng của nó được đưa vào trò chơi.
4. The provost di chuyển. Mỗi người chơi (trong lượt của mình) có cơ hội di chuyển provost về sau hay lên trước bằng cách trả 1 denier mỗi ô, tối đa 3 ô. Sau giai đoạn này, bất kỳ công nhân nào được đặt sau provost sẽ bị bỏ ra ngoài, và họ không được làm việc trong lượt đó.
5. Khởi động tính năng của các công trình. Bắt đầu với công trình trung lập màu hồng đầu tiên sau cầu, tất cả các công trình còn lại khởi động theo tuần tự.
6. Xây dựng lâu đài. Người chơi xây dựng các phần của lâu đài (dungeon, tường thành, hoặc tháp canh) mà đang được xây dựng.Việc này được thực hiện theo thứ tự người chơi đặt các công nhân để xây dựng lâu đài.
7. Kết thúc lượt chơi. Bailiff chuyển theo con đường. Nhân vật này tiến lên trước 2 ô nếu provost ở trước nó, và một ô nếu provost ở cùng ô hoặc phía sau nó. Bailiff không bao giờ lùi lại. Một khi bailiff đã di chuyển, provost được đưa vào cùng ô với bailiff.
8. Ghi điểm cho các phần. Nếu bailiff đến một vị trí ghi điểm, hoặc một phần của lâu đài được xây dựng hoàn tất thì phần đó sẽ được ghi điểm.

Người chơi đứng đầu vị trí lượt đi sẽ đi đầu trong lượt sau. 
Trò chơi kết thúc khi bailiff đến chỗ ghi điểm Tower hoặc khi tất cả các chỗ trống trong tháp đều đã được xây xong. (tự động ghi điểm của khu vực tháp.). Sau khi các điểm prestige được thưởng cho các số tiền và tài nguyên còn sót lại thì người chơi nào có điểm cao nhất sẽ là người thắng cuộc.

## Giải thưởng
Caylus thu hút sự chú ý của công chúng khi nó được đánh giá là trò chơi đứng đầu trong hội chợ game tháng 11 năm 2005 tại Essen, Đức do tạp chí Fairplay Magazine bình chọn. Nó nhanh chóng trở thành trò chơi được bàn luận và đánh giá cao nhất trên BoardGameGeek, một diễn đàn nổi tiếng về trò chơi trực tuyến.
Caylus cũng nhận giải Trictrac d'or 2005 award từ trang web tiếng Pháp eponymous.
Với việc nổi tiếng thông qua BoardGameGeek và Essen 2005, phiên bản giấy đầu tiên của Caylus đã bán sạch trong tháng 12 năm 2005. Lần tái bản tháng 2 năm 2006, bao gồm các đồng xu bằng bìa carton thay cho các tấm nhựa xám của lần đầu tiên. Lần tái bản này cũng có thêm thợ kim hoàn như một ô xây dựng đá quy chuẩn (trước đó là một ô tùy chọn) và hàng loạt những thiết kế hình ảnh mới để làm rõ một số luật chơi.
Mặc dù Caylus không được đề cử cho 2006 Spiel des Jahres, những người bình chọn đã tặng cho trò chơi giải đặc biệt (Sonderpreis Komplexes Spiel) cho trò chơi phức tặp nhất trong năm 2006. Caylus thắng giải lớn nhất của  2006 Deutscher Spiele Preis và Nederlandse Spellenprijs, đồng thời thắng giải 2006 Golden Geek Awards cho Trò chơi hay nhất and Trò chơi được nhiều người chơi thích nhất.